# Вестминстерский университет
Вестминсте́рский университе́т (англ. University of Westminster, сокр. UW London, до 1992 года — Политехнический институт центрального Лондона) — один из старейших университетов Великобритании, расположен в центре Лондона. Основан в 1838 году как Королевский политехнический институт. В 1992 году в соответствии с Актами дополнительного и высшего образования получил статус университета.
В университете обучается более 22 тыс. студентов из 132 стран. Британская газета The Guardian поставила Вестминстерский университет на 55 место среди 122 университетов Великобритании.
При университете создана Лондонская дипломатическая академия, где можно получить учёную степень магистра по международной политике и дипломатии. В университете действует также Студенческий союз, предоставляющий широкий спектр услуг для студентов.

## История
За свою историю Вестминстерский университет имел четыре разных названия:
- Королевский политехнический институт (англ. Royal Polytechnic Institution, 1838—1881)
- Политехникум Риджент Стрит (англ. Regent Street Polytechnic, 1881—1970)
- Политехникум Центрального Лондона (англ. Polytechnic of Central London (PCL), 1970—1992)
- Вестминстерский университет (с 1992 года по настоящее время)

### 1838—1881 Королевский политехнический институт
Политехнический институт открылся в Лондоне на Риджент-стрит, 309, 6 августа 1838 года под руководством выдающегося учёного, авиаинженера сэра Джорджа Кэйли. Главной задачей учебного заведения было продемонстрировать общественности новые технологии и изобретения. Институт играл важную роль в популяризации науки и техники. Он стал главной достопримечательностью в Лондоне Викторианской эпохи.

### 1839
Политехникум стал первым учреждением в Лондоне, продемонстрировавшим новую науку — фотографию. Первая в Европе фотостудия открылась здесь в 1841 году, а располагалась она на крыше здания.

### 1841
Переименован в Королевский политехнический институт после того, как его покровителем стал супруг королевы Виктории принц-консорт Альберт, супруг королевы Виктории.

### 1848
К основному зданию пристроен театр, ставший известным своими зрелищными представлениями, устраивавшимися с помощью «волшебного фонаря».

### 1850-е—1870-е
Директор Политехникума профессор Джон Пеппер был известным в мире шоуменом и популярным лектором; он придумал сценический трюк, известный как «Призрак Пеппера».

### 1881
Королевский Политехникум был закрыт в 1881 году. Тогда же был основан Политехникум Риджент Стрит. Его полное название было таким: Политехнический Христианский Институт молодежи, Риджент Стрит.
Основателем университета стал Квентин Хогг, английский торговец и филантроп. Его имя указано на мемориальной доске со следующим текстом: «Благотворитель, основавший Политехникум в 1881—1882 годах». Статуя Хогга расположена на улице Портланд Плэйс в центре Лондона, где установлен мемориал преподавателям и студентам, погибшим во время Первой мировой войны.

## Структура
Вестминстерский университет разделен на 4 кампуса: три в центре Лондона и один в северном районе Лондона — Харроу, в 20 минутах езды в метро от центра города. В Харроу расположены бизнес-школа, школа компьютерных технологий и факультет медиаиндустрии и дизайна. В каждом городке есть свои библиотеки, компьютерные залы, столовые. Бакалавриат и магистратура действуют на следующих факультетах университета:
- Факультет архитектуры и строительной индустрии
- Факультет биологических наук
- Юридический факультет
- Факультет общественных, гуманитарных наук и иностранных языков
- Факультет медиаиндустрии и дизайна
- Факультет общего здравоохранения
- Факультет электронных приборов и вычислительной техники
- Школа компьютерных технологий Харроу
- Вестминстерская бизнес-школа

## Радиостанция «Smoke Radio»
«Смоук» (англ. Smoke Radio) — студенческая радиостанция Вестминстерского университета. Вещает в прямом эфире из студии, расположенной на факультете медиаиндустрии в кампусе «Харроу». Является членом Студенческой ассоциации радиовещания. Радиостанцию основали в 2004 году студенты Джо Хаддоу, Тим Прайер, Сэм Грегори и Марк Джексон. После очередного приема студентов в сентябре 2005 года станция перешла на 24-часовой график вещания. С 2006 по 2008 год радиостанция становилась неоднократным победителем и призёром различных общенациональных конкурсов среди студенческих радиостанций.

## Газета «The Smoke»
«Смоук» (англ. The Smoke) — газета Вестминстерского университета. Впервые вышла в 1992 году в качестве журнала. В 2006 году перешла на формат газеты, печаталась раз в две недели во время семестра. В данный момент газеты содержит следующие рубрики: «Новости», «Комментарии», «Политика», «Медиа бизнес», «Кино», «Музыка», «Искусство и культура», «Мода», «Спорт», «Наука и технология» и другие.

## Известные выпускники
- Александр Флеминг — бактериолог, обладатель Нобелевской премии
- Райт, Ричард — британский пианист, клавишник, автор песен и певец, более всего известный участием в группе Pink Floyd.
- Уотерс, Роджер — британский рок-музыкант, вокалист, бас-гитарист, композитор, поэт, один из создателей группы Pink Floyd.
- Мейсон, Ник — британский музыкант, архитектор, автогонщик, музыкальный продюсер. Наиболее известен как один из основателей и барабанщик прог-рок-группы Pink Floyd.
- Барретт, Сид — британский музыкант, поэт, композитор, художник, основатель рок-группы Pink Floyd, один из родоначальников психоделического направления в рок-музыке и одна из самых загадочных её фигур.

### Видео
- Канал Университета Вестминстера на YouTube